# خانه حسین وند
خانه حسین وند مربوط به دوره قاجار است و در دزفول، محله مقدمیان واقع شده و این اثر در تاریخ ۱۷ اسفند ۱۳۸۱ با شمارهٔ ثبت ۷۵۸۸ به‌عنوان یکی از آثار ملی ایران به ثبت رسیده است.